# آشیانه (فیلم ۱۹۵۲)
آشیانه (به هندی: Ashiana) فیلمی محصول سال ۱۹۵۲ و به کارگردانی بی تریچولان است. در این فیلم بازیگرانی همچون راج کاپور، نرگس دات، افتخار ایفای نقش کرده‌اند.